# Histoire de la Côte-de-l'Or pendant la Seconde Guerre mondiale

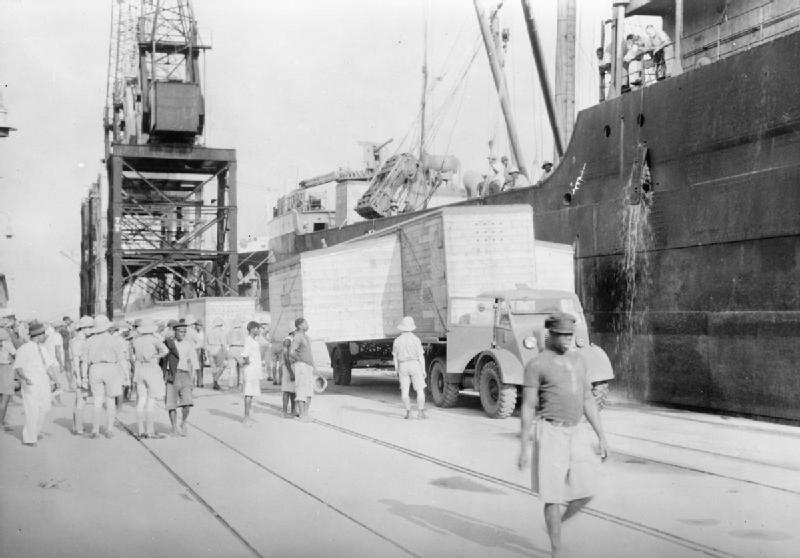
Le matériel de guerre britannique est déchargé à Takoradi sur la Côte-de-l'Or.

L'implication de la Côte-de-l'Or (aujourd'hui le Ghana) dans la Seconde Guerre mondiale débute avec la déclaration de guerre de l'Empire britannique contre l'Allemagne nazie en septembre 1939. Bien qu'aucun combat n'ait eu lieu dans la colonie britannique, celle-ci a fourni des ressources et de la main-d'œuvre aux Alliés.

## Home Front
Deux jours après l'invasion allemande de la Pologne le 1er septembre 1939, le Royaume-Uni déclara la guerre à l'Allemagne nazie. En raison du traité de Versailles signé après la Première Guerre mondiale, l'Allemagne ne possédait plus de colonies africaines. Le Togoland (ancienne colonie allemande) fut ajouté à la Côte-de-l'Or en tant que domination coloniale britannique.
Accra, capitale de la colonie, accueillit des avions alliés transitant entre les États-Unis, l'Europe et l'océan Pacifique. Les troupes coloniales jouèrent également un rôle important dans la prise de contrôle de l'Afrique orientale italienne, en particulier l'Éthiopie d'aujourd'hui.
La Côte-de-l'Or bénéficia financièrement de la guerre. En 1945, l'augmentation des dépenses du gouvernement britannique et l'introduction d'un impôt sur le revenu conduisit à une expansion des recettes locales.
La Seconde Guerre mondiale changea sa démographie, concentrant les travailleurs dans quelques grandes villes. Le gouvernement colonial lança un programme pour faire face à une pénurie de logements, en construisant des matériaux de construction locaux peu coûteux mais robustes (un tremblement de terre en 1939 avait gravement endommagé les infrastructures dans de nombreuses villes et villages). En 1943, l'architecte britannique Maxwell Fry lança un effort simultané pour planifier les villes de la Côte-de-l'Or. Fry prépara des plans pour l'aménagement et le développement futurs d'Accra, Kumasi et Sekondi.

## Développement industriel
Avant 1943, la Côte-de-l'Or était une colonie d'extraction produisant de l'or et du cacao. Pendant la guerre, les attaques d'U-boot limitèrent la navigation commerciale vers l'Afrique de l'Ouest. En conséquence, le Colonial Development Fund fut utilisé pour financer l'Institut ouest-africain des industries, des arts et des sciences sociales, en 1943, sous la direction du fonctionnaire britannique Herman Meyerowitz. Bien que l’Institut fut destiné à toutes les colonies britanniques d’Afrique de l’Ouest, il profita de manière disproportionnée à la Côte-de-l'Or. L'institut dura deux ans, jusqu'à la mort de Meyerowitz en 1945. Pendant ce temps, il soutint le développement d'une industrie locale de carrelage, de brique et de céramique au Ghana et de textiles de coton au Togo. La construction de nouveaux bâtiments dans les villes de la colonie profita également à l'industrie du bois, qui put exporter 115 000 m3 de bois en 1946.